# 베르트라다 페데 아우카에

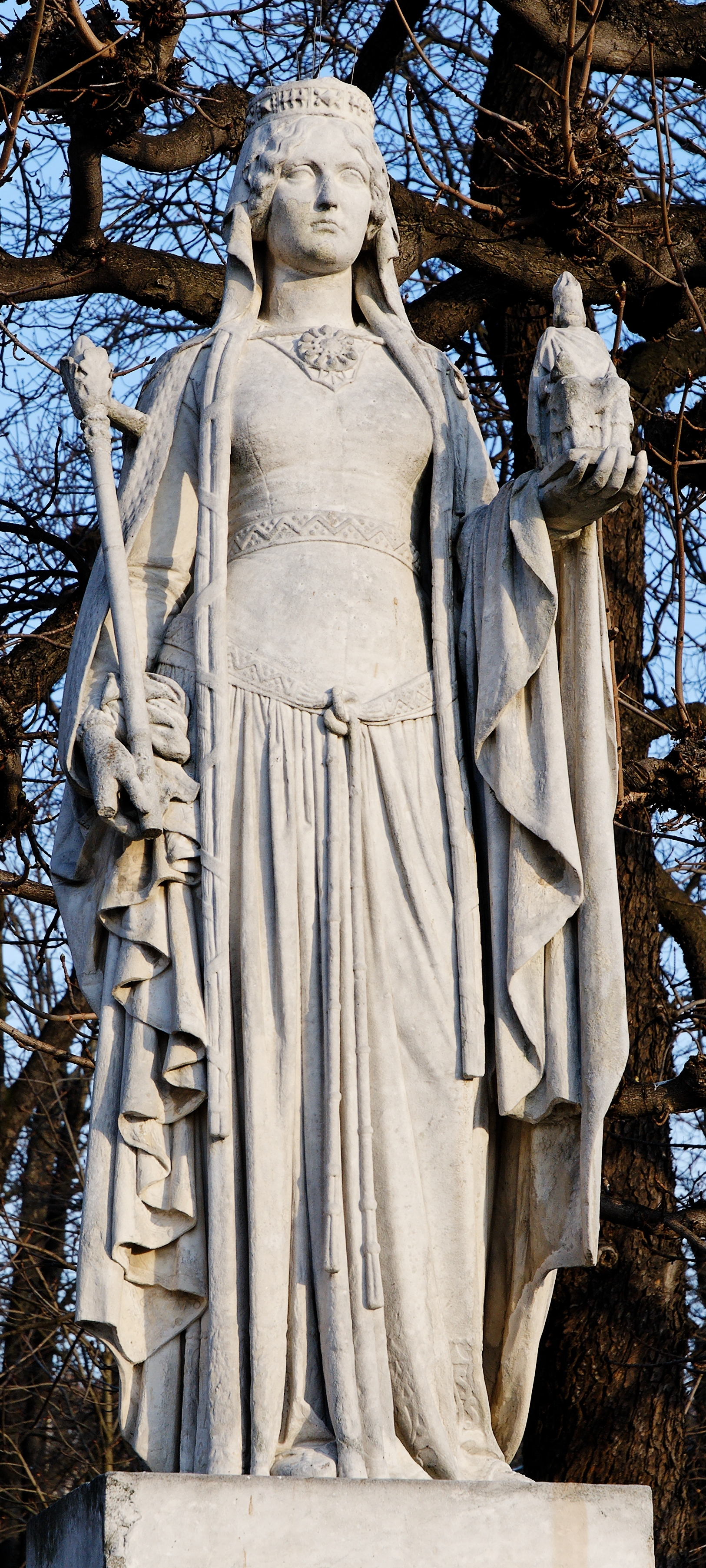
룩셈부르크에 있는 베르트라다의 동상

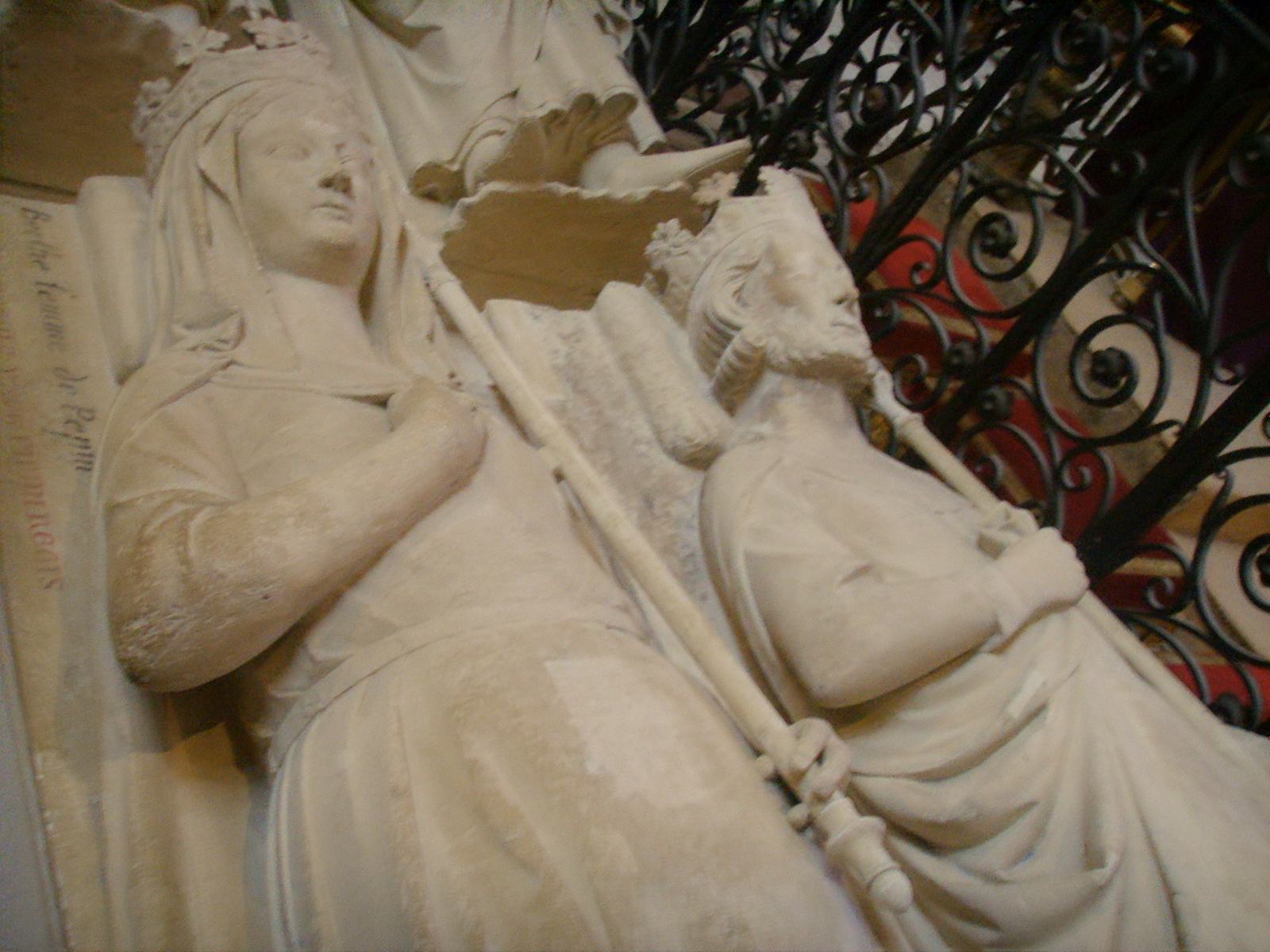
생드니 대성당의 베르트라다의 묘, 옆은 남편 피핀 3세

베르트라다 페데 아우카에(라틴어: Bertrada pede aucae, 720년 ~ 783년)는 프랑크 왕국의 귀족으로 레온의 여백작이다. 카롤링거 왕조 출신 피핀 3세의 왕후이자 샤를마뉴, 카를로만 2세, 베르타 남매의 어머니이다. "페데 아우카에"는 "거위발(goose-foot)"이라는 뜻으로, "발이 크다", "왕발"이라고 의역할 수 있다.
메로빙거 왕가의 외손으로, 레온 백작 하리베르트와 베르타(Bertha)의 딸이며 레온 백작가의 상속녀였다. 할머니 베르타(Bertha)는 메로빙거 왕조 출신 공주로 테오데리히 3세와 카롤링거 가 출신 클로틸드의 딸이며 외삼촌인 레온 백작 마르틴과 결혼했다. 그의 시신은 생드니 수도원의 1층 성소에 안치되었다. 남편 피핀 3세의 왼편에 안치되었고, 위에는 루이 3세와 샤를로망의 시신이 안치되었다.

## 같이 보기
- 샤를마뉴
- 카를로만 2세
- 피핀 3세
- 카를 마르텔